# Big Island
Big Island – jednostka osadnicza w Stanach Zjednoczonych, w stanie Wirginia, w hrabstwie Bedford.